# Ápio Cláudio Pulcro (cônsul em 143 a.C.)
Ápio Cláudio Pulcro (m. 130 a.C.; em latim: Appius Claudius Pulcher) foi um político da gente Cláudia da República Romana eleito cônsul em 143 a.C. com Quinto Cecílio Metelo Macedônico. Era filho de Caio Cláudio Pulcro, cônsul em 177 a.C..

## Consulado (143 a.C.)
Foi eleito cônsul em 143 a.C. com Quinto Cecílio Metelo Macedônico e, com o objetivo de obter um triunfo, atacou os salassos, uma tribo alpina. Foi derrotado em primeira instância mas depois, seguindo as instruções dadas pelos Livros Sibilinos, conseguiu a vitória.
Porém, quando voltou a Roma, não conseguiu a autorização para celebrar um triunfo, mas o fez mesmo assim, só que às suas próprias custas. Quando um dos tribunos da plebe tentou tirá-lo na marra da sua carruagem, a sua filha Cláudia, uma das virgens vestais, acompanhou-o ao seu lado Capitólio.

## Anos finais
No ano seguinte, perdeu a eleição para censor, mas conseguiu no mandato seguinte, em 136 a.C., com Quinto Fúlvio Nobilior.
Aliou-se a Tibério Semprônio Graco, oferecendo em casamento sua filha Cláudia Pulquéria. Sua esposa, Antístia, mãe de Cláudia, protestou achando que ele fora muito precipitado. O fato é que Pulcro apoiou a reforma agrária dos irmãos Graco em 133 a.C., sendo eleito membro da comissão agrária triunviral escolhida para repartir as terras com de Tibério e Caio Graco. Conseguiu assim assumir o controle sobre a ager publicus, as terras que Tibério queria repartir entre os veteranos da Terceira Guerra Púnica. Por causa de sua aliança com os Gracos, ganhou a inimizade de Públio Cornélio Cipião Emiliano.
Tibério Graco foi assassinado em 133 a.C. e o próprio Pulcro faleceu pouco depois, provavelmente em 130 a.C..
Em seus anos finais, foi sálio, um áugure, e também príncipe do senado. Segundo Cícero, era dotado de uma oratória fluida e veemente.